# Ghaith Nakkai
Ghaith Nakkai, né le 21 mars 1991 à Tunis et tué le 31 mars 2014 en Syrie, est un basketteur tunisien.

## Biographie
Natif du quartier populaire tunisois d'El Ouardia, il se lance dans le basket-ball et rejoint le Club africain, où il évolue entre 2009 et 2012. Il réalise également une courte carrière de mannequin, participant ainsi à plusieurs défilés à Tunis.
En octobre 2013, il quitte la Tunisie pour la Syrie, où il rejoint des extrémistes religieux luttant contre le régime de Bachar el-Assad. Sa mort est annoncée le 5 avril 2014 par des islamistes sur les réseaux sociaux.

## Clubs
- 2009-2012 : Club africain